# ليون بالوغون
ليون بالوغون (مواليد 28 يونيو 1988 في برلين - ألمانيا) لاعب كرة قدم ألماني يلعب حاليا لصالح نادي الدرجة الأولى هانوفر الألماني منذ 2008 في مركز قلب الدفاع .

## روابط خارجية
- ليون بالوغون على موقع الاتحاد الأوربي (الإنجليزية)
- ليون بالوغون على موقع قاعدة بيانات كرة القدم.إي يو (الإنجليزية)
- ليون بالوغون على موقع بيانات كرة القدم. دي إي (الألمانية)
- ليون بالوغون على موقع ناشيونال فوتبول تيمز (الإنجليزية)
- ليون بالوغون على موقع Soccerbase.com (لاعب) (الإنجليزية)
- ليون بالوغون على موقع Soccerway.com (الإنجليزية)
- ليون بالوغون على موقع عالم كرة القدم.نت (الإنجليزية)
- ليون بالوغون على موقع كووورة
- ليون بالوغون على موقع AS.com (الإسبانية)